# Вегнер, Макс (археолог)
Макс Вегнер (родился 8 августа 1902 года в Возинкеле недалеко от Пархим; умер 8 ноября 1998 года в Мюнстере в Вестфалии) был немецким классическим археологом, который после 1946 года работал профессором Вестфальского университета Вильгельма в Мюнстере. Его основные исследовательские интересы включали портреты древних правителей, рельефы имперского периода, архитектурные орнаменты и саркофаги, дорожные знаки из стран Средиземноморья, древние музыкальные инструменты, современные приемы античного искусства и греческое вазописание.